# Hans Georg Meyer (General)
Hans Georg (Joseph) Meyer (* 25. Mai 1792 in Göttingen; † 19. November 1863 in Hannover) war königlich-hannoverscher Generalleutnant.

## Leben

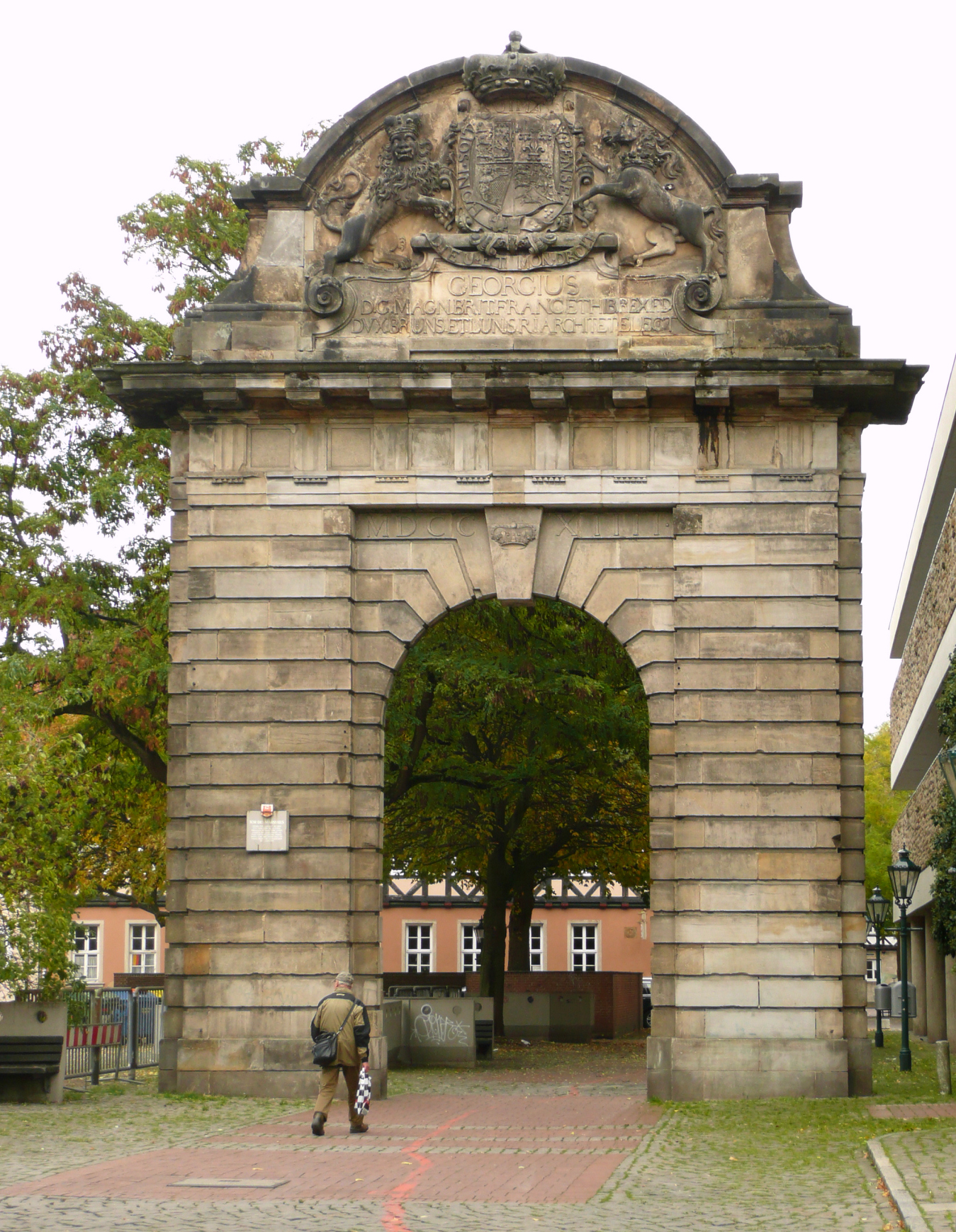
Das Marstalltor in Hannover

Meyer war angeblich der Sohn aus der vorgeblichen, später annullierten Ehe zwischen dem hannoverschen Prinz Wilhelm, Herzog von Clarence, und Caroline von Linsingen. Der Herzog wurde später als Wilhelm IV. König von Großbritannien und Irland. Bekannt ist, dass Wilhelm eine außereheliche Beziehung mit der irischen Schauspielerin Dora Jordan hatte, aus der zehn Kinder hervorgingen, die den Familiennamen FitzClarence erhielten. 
Joseph Meyer wurde bei dem Göttinger Schutzjuden Ruben Meyer und seiner Frau Rösgen Gumprecht großgezogen. Später kam er zum Hofe des Königs von Hannover, wo er auf Reisen zu anderen Fürstenhäusern häufig Begleiter des Königs war. Meyer wurde als Bereiter eingestellt und zugleich mit einem Offiziersrang in der Armee ausgestattet. Der Hannoversche Staatskalender von 1836 listet ihn als Rittmeister, Armee-Bereiter und Stallmeister. Bis 1845 stieg er zum Leiter der Hofmarställe am Hohen Ufer von König Ernst August I. in Hannover auf. Beim Tod des Königs am 18. November 1851 wurde dessen blinder Sohn zum König Georg V. ausgerufen. Bürger aus Hannover sollen am Schloss in Zurufen „König Meyer“ als Nachfolger gefordert haben. Auf den Stalltüren seien Aufschriften mit „König Meyer“ gefunden worden. Am 14. Mai 1859 wurde er zum Generalmajor befördert. Hans Georg Meyer verstarb am 19. November 1863 in Hannover.
In erster Ehe war er mit Amalie Detmering verheiratet. Nach deren Tod ehelichte er 1837 Hildegard von Reiche (* 6. Januar 1818 in Hannover). Das Paar hatte drei Söhne: 
- Hans Karl Louis Alexander von Meyer (* 4. Juli 1840 in Hannover; † 5. Dezember 1924 in Hannover), preußischer Generalmajor, in den preußischen Adelsstand erhoben am 28. Februar 1885, verheiratet mit Hedwig Rimpau aus Braunschweig
- Eugen Otto Friedrich August von Meyer (* 23. September 1841 in Hannover; † 5. Dezember 1912 in Hannover), preußischer Generalmajor, in den preußischen Adelsstand erhoben am 13. Juni 1883, verheiratet mit Sophie Marianne Auguste Gorissen aus Hamburg
- Friedrich Louis Karl Julius von Meyer (* 15. Juli 1854 in Hannover; † 30. Oktober 1914 in Ypern), preußischer Generalleutnant, in den preußischen Adelsstand erhoben am 28. Februar 1885, verheiratet mit Ellen Dorothe Rickmers aus Bremen; gefallen in der Ersten Flandernschlacht.

## Auszeichnungen
Hans Georg Meyer wurden die folgenden Orden und Medaillen verliehen:
- Guelphenorden, Kommandeur 2. Klasse (1857), Kommandeur 1. Klasse (1861)
- Wilhelms-Kreuz
- Badischer Orden vom Zähringer Löwen, 2. Klasse (Kommandeur)
- Niederländischer Orden der Eichenkrone, 2. Klasse (Kommandeur)
- Oldenburgischer Haus- und Verdienstorden des Herzogs Peter Friedrich Ludwig, 2. Klasse (Kommandeur)
- Herzoglich Sachsen-Ernestinischer Hausorden, 2. Klasse (Kommandeur)
- Österreichischer Orden der Eisernen Krone, 3. Klasse (Ritter)
- Preußischer Roter Adler-Orden, 3. Klasse
- Russischer Orden des Heiligen Wladimir, 4. Klasse
- Russische Medaille für den Einzug in Paris
- Sachsen-Coburg-Gothasche Medaille (Verdienstmedaille des Herzoglich Sachsen-Ernestinischen Hausordens)

## Rezeption
Uta von Kardorff, selbst Abkömmling Meyers, verarbeitet das Schicksal von Caroline von Linsingen und das Leben Meyers in ihrem 1986 bei Rowohlt erschienenen biografischen Roman König Meyer.